# 朝鮮的日本人
在北韓的日本人，來源如下：
1. 被蘇聯俘虜的日軍
2. 嚮應在日朝鮮人歸國運動的日本朝鮮族
3. 叛逃者
4. 被綁架的受害者

至今，仍然活著的人數不詳。

## 背景
1945年二次大戰終結大日本帝國崩潰，多數駐朝鮮半島的日本兵撤回日本，但三八線北的日本兵撤得稍遲被蘇聯俘擄。他們人數有27000人，他們目前下落不明，來自俄羅斯的檔案文件顯示，只有體弱者被送往朝鮮，而身強力壯的男子被保留在俄羅斯從事強迫勞動。

## 在日朝鮮人歸國運動
日本朝鮮族回歸朝鮮開始於1959年，其中的推手是總聯。因為日本朝鮮族被駐日美軍和日本政府視為共產主義者，他們歡迎歸國活動作為減少日本少數民族人口的一種方式。總體而言，6,637個日本人，估計陪同朝鮮人配偶回到朝鮮，其中1828保留了日本國籍。日本朝鮮族回到朝鮮因為在日本受到歧視，經濟條件差，加上總聯的宣傳。
金日成推動歸國運動的原因是想利用他們的知識和財富，但他們歸國後發現北韓的實況跟宣傳的不一樣，立即就後悔要求返回日本，使金日成大為震驚，這些人不久便被當成出身成分中的敵對階級，關入集中營。

## 叛逃者
日本共產主義者同盟，紅色軍團（日本赤軍的前身）的9名成員在1970年劫持日本航空公司的351航班。其中兩人後來在泰國被日本警方拘捕，兩人在朝鮮死亡，五名相信仍然居住在平壤。四人在2004年的時候被證實仍存活，共同社對他們進行了採訪和拍攝。

## 朝鲜绑架受害者
在1970年代，朝鮮為對南韓進行革命工作，金日成下令對日本人進行綁架。原因是南韓防範嚴密只好假道日本進行革命工作，需要學習日語與日本文化、風俗偽裝成日本人。
人数大约为70人左右，金正日在2002年9月17日承認綁架事件並進行道歉，一部份被綁架者獲朝鮮政府許可，以探親名義返回日本。

## 其他
亦有日本人到朝鮮工作，例如日本廚師藤本健二曾做為金正日、金正恩的專屬廚師，而長期居住於平壤。